# Hanami

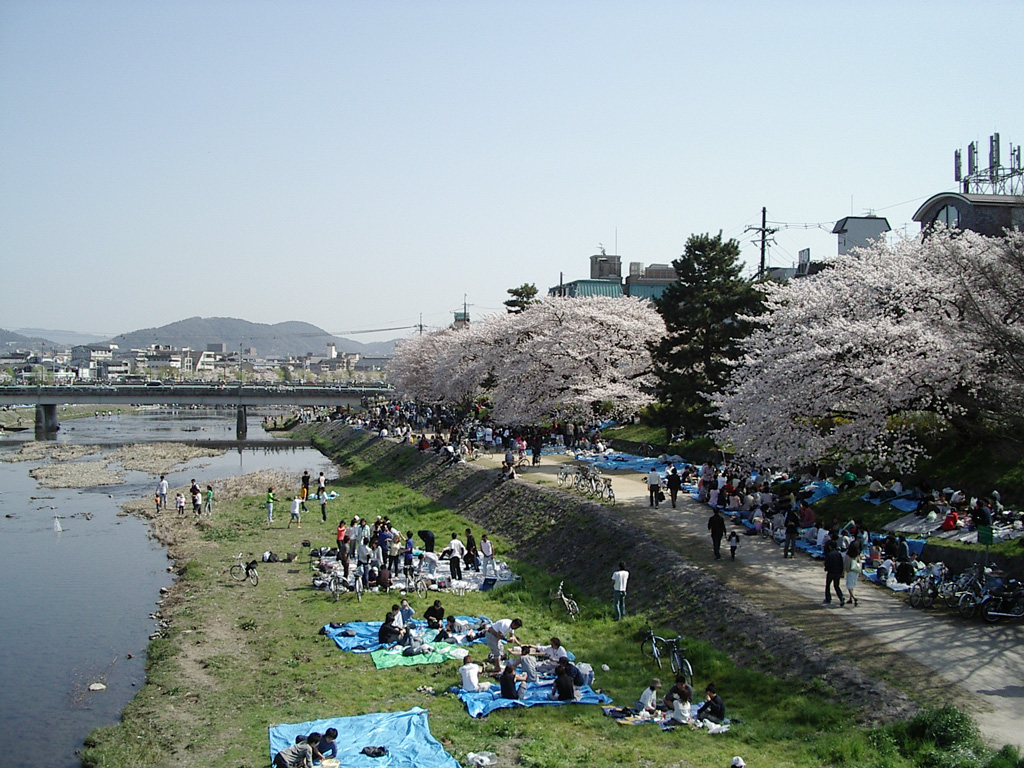
Hanami am Kamogawa in Kyōto

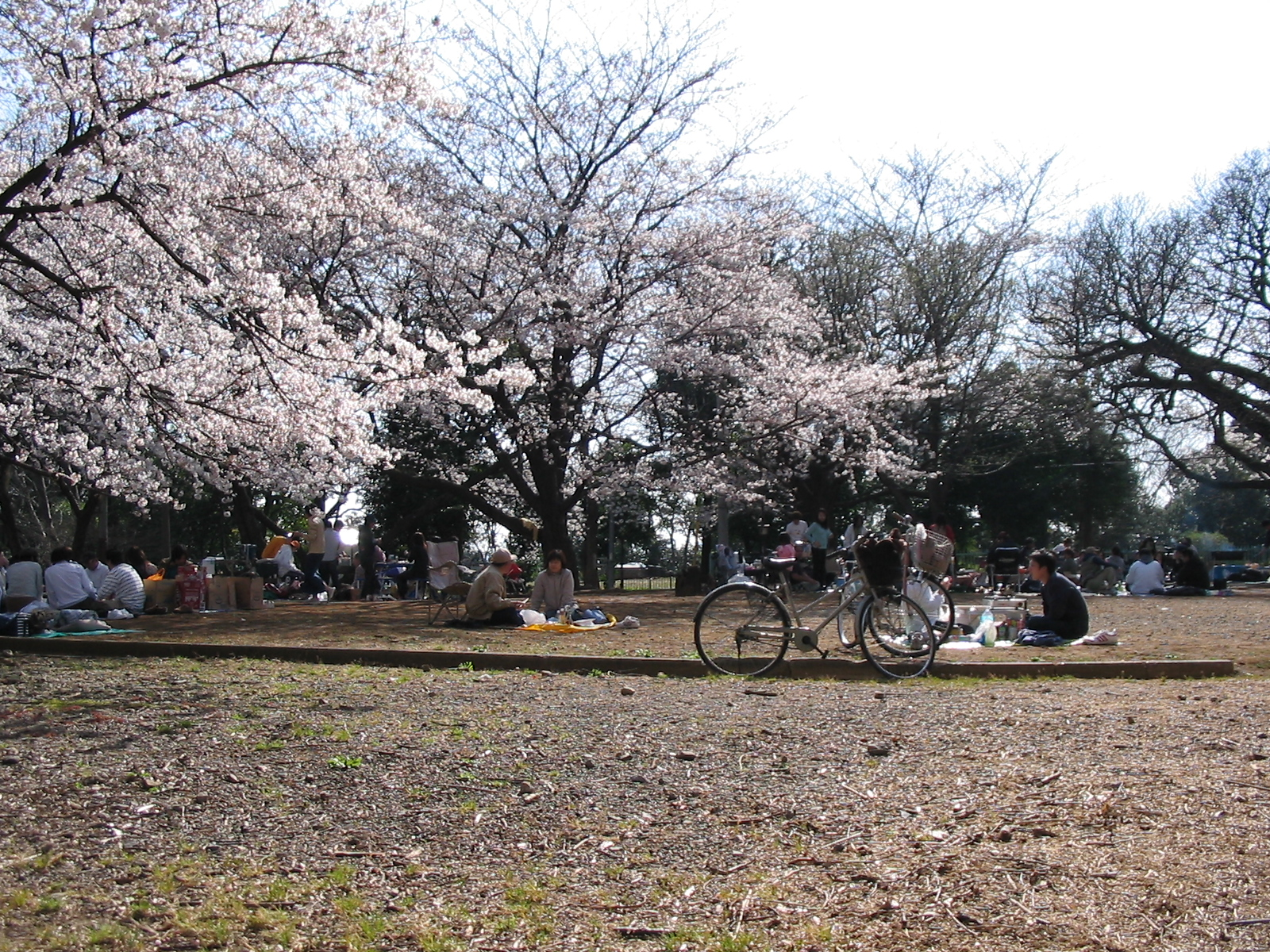
Picknickgesellschaften in einem japanischen Park voller blühender Kirschbäume

Hanami (japanisch 花見, „Blüten betrachten“), meist in der Höflichkeitsform O-Hanami, ist die japanische Tradition, in jedem Frühjahr mit sogenannten „Kirschblütenfesten“ die Schönheit der in Blüte stehenden Kirschbäume zu feiern.
Die japanische Kirschblüte (sakura) blüht je nach Gegend in Japan von Ende März bis Anfang Mai. Über den zeitlichen und geografischen Verlauf (Kirschblütenfront) der lokal etwa zehn Tage dauernden Blüte wird in den Medien berichtet.
Die japanische Kirsche trägt keine essbaren Früchte und hat besonders viele Blüten. Der Februar ist in Japan der kälteste Monat. Zusammen mit den Kirschblüten erfreut man sich angenehmerer Temperaturen und fühlt die Kräfte der Natur erwachen.
Vor der Kirsche im April blühen im Februar die Pflaumenbäume (Ume (梅, lat. prunus mume)) und die Pfirsichbäume (桃 momo) im März. Doch bezieht sich Hanami hauptsächlich auf die japanische Kirsche, die in Parks und Gärten ungleich zahlreicher angepflanzt wird.

## Geschichte
Die Tradition des Hanami und die dazugehörigen Feste gibt es wahrscheinlich seit der Nara-Zeit (710–794). Schriftliche Aufzeichnungen darüber gibt es aus der Heian-Zeit (794–1185).

## Symbolhaftigkeit
Die Aspekte der Schönheit und der Vergänglichkeit sprechen Japaner dabei besonders an:
- Ohne Früchte zu tragen, lebt die japanische Kirsche gewissermaßen einzig für das wenige Tage im Jahr andauernde Erblühen in dann überragender Schönheit (siehe auch das japanische Sprichwort „Hana yori dango“).

- Nach längerem Reifen und nur kurzer Zeit des Erblühens fällt die Blüte im Moment vollendeter Schönheit. Die Sakura gibt damit Samurai und der Literatur ein Beispiel für einen würdigen, jungen Tod.

## Fest

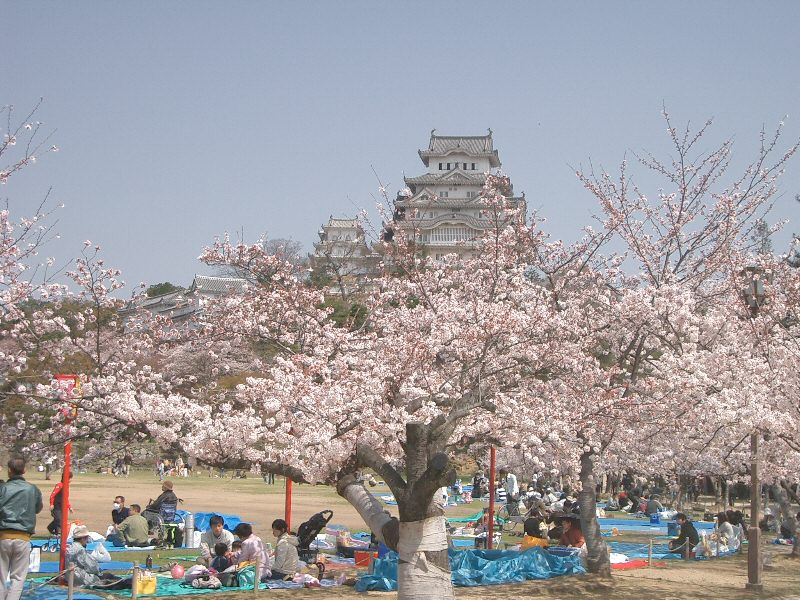
Hanami in der Nähe der Burg Himeji, Japan

In den etwa zehn Tagen, in denen die Kirschen in der eigenen Gegend in Blüte stehen, feiern fast alle Bewohner Japans ein Hanami mit Freunden, Kollegen oder Familie in einem Park oder einem anderen dafür ausgezeichneten Ort. O-Bentō und oft reichlich Bier oder Sake sowie eine Unterlage, um auf dem Boden zu sitzen, zählen zu den Zutaten, mit denen man sich bei und unter Kirschbäumen in der Stadt und auf dem Land versammelt. Um am Wochenende die besten Plätze bereitzuhalten, begeben sich manche „Platzhalter“ schon Stunden vorher mit einer großen Plane ausgestattet vor Ort, denn pro Jahr sind auch bei gutem Wetter oft nur ein bis zwei Wochenenden zu diesem Zweck geeignet.
Vor allem unter Kollegen und Studenten ist das abendliche Hanami nach Feierabend beliebt: In manchen Parks werden dafür die nächtlichen Kirschbäume (Yozakura, 夜桜) angestrahlt, die weißen und hellrosa Blüten bilden einen wunderschönen Kontrast zur Schwärze der Nacht.

## Hanami in Deutschland
In vielen Städten gibt es unterschiedlich große Hanami-Feste, meist organisiert von den örtlichen Deutsch-Japanischen-Gesellschaften (DJG). Das größte Hanami-Fest in Deutschland dürfte das Kirschblütenfest in Hamburg sein, zu dem sich seit 1968 jedes Jahr im Frühling mehrere zehntausend Menschen an den Außenalsterufern versammeln und das mit einem prachtvollen Feuerwerk abgeschlossen wird, um an die Pflanzung von ca. 5000 Kirschbäumen im Stadtgebiet durch die hier ansässigen japanischen Firmen in diesem Jahr zu erinnern – nur 2011 entfiel aufgrund des Tōhoku-Erdbebens und der Nuklearkatastrophe von Fukushima  das Feuerwerk.
Zum Ausdruck der besonderen Verbundenheit mit Japan wird in ungeraden Jahren für eine zweijährige Amtszeit die so genannte „Kirschblütenprinzessin“ ernannt – als Sonderbotschafterin der Freien und Hansestadt Hamburg für Japan. Neben Melbourne und Washington ist Hamburg weltweit eine von nur drei Städten, die das von der einflussreichen „Japan Cherry Blossom Association“ (JCBA, Tokyo) verliehene Recht besitzt, eine Kirschblütenprinzessin wählen zu dürfen.
Weitere Hanami-Feste gibt es z. B. in Hannover, Passau, Wolfsburg, Bonn, Teltow, Bad Langensalza und Berlin.

## Spielfilm
Die Regisseurin Doris Dörrie veröffentlichte 2008 den Spielfilm Kirschblüten – Hanami, in dem ein ebensolches Fest in einigen Szenen zu sehen ist.